# Belka et Strelka

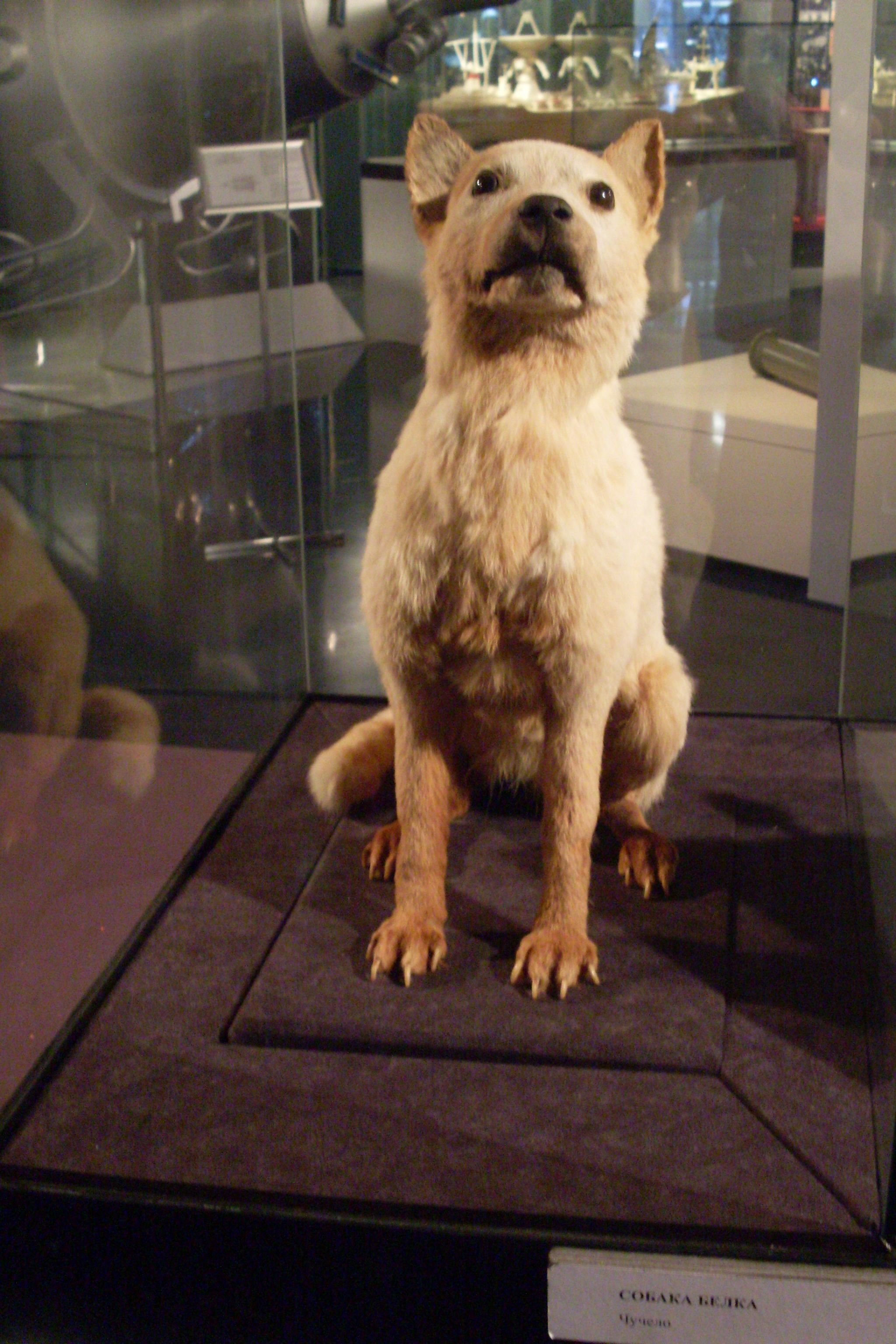
Belka naturalisée au musée des Conquérants de l'Espace (2011)

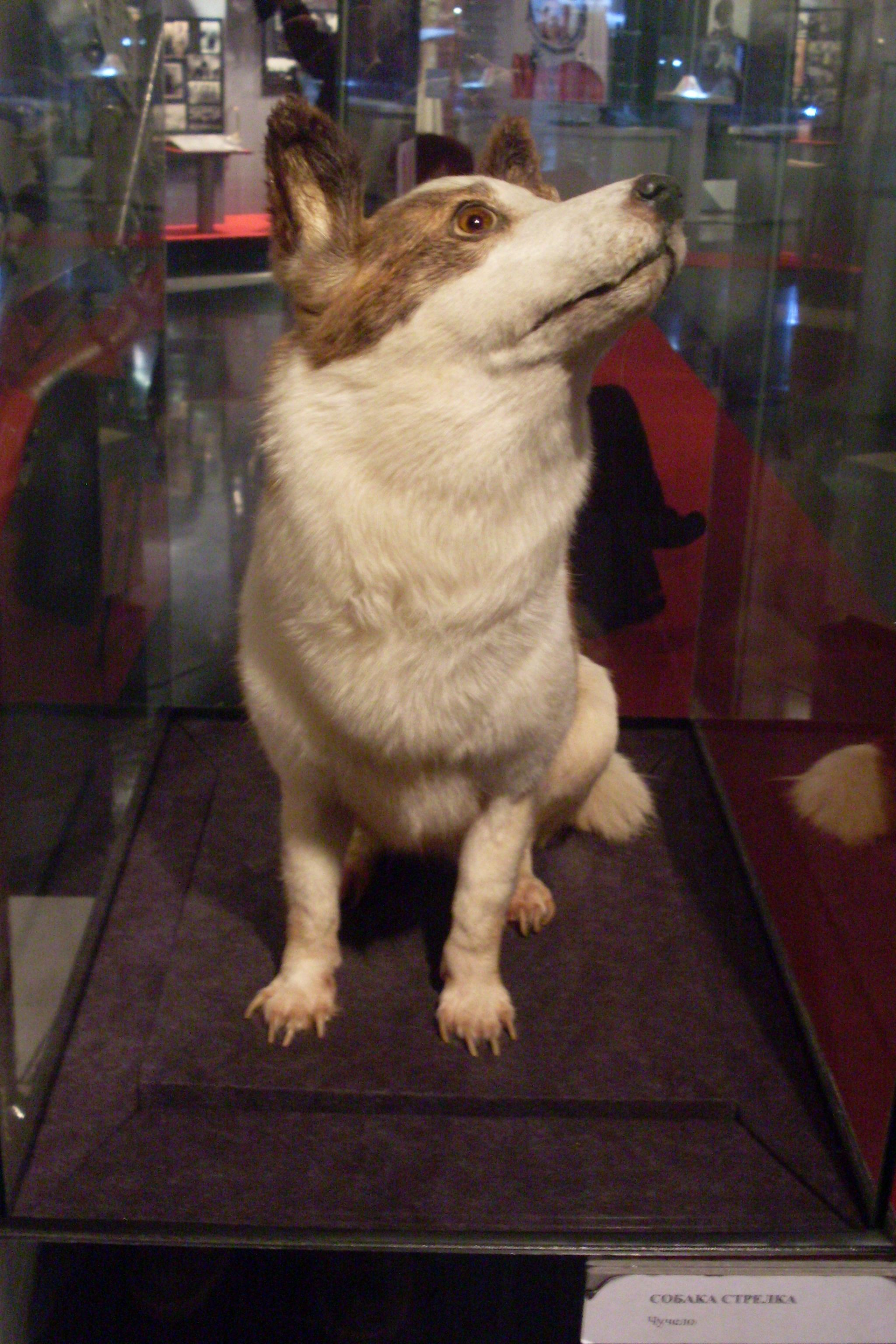
Strelka naturalisée au musée des Conquérants de l'Espace (2011)

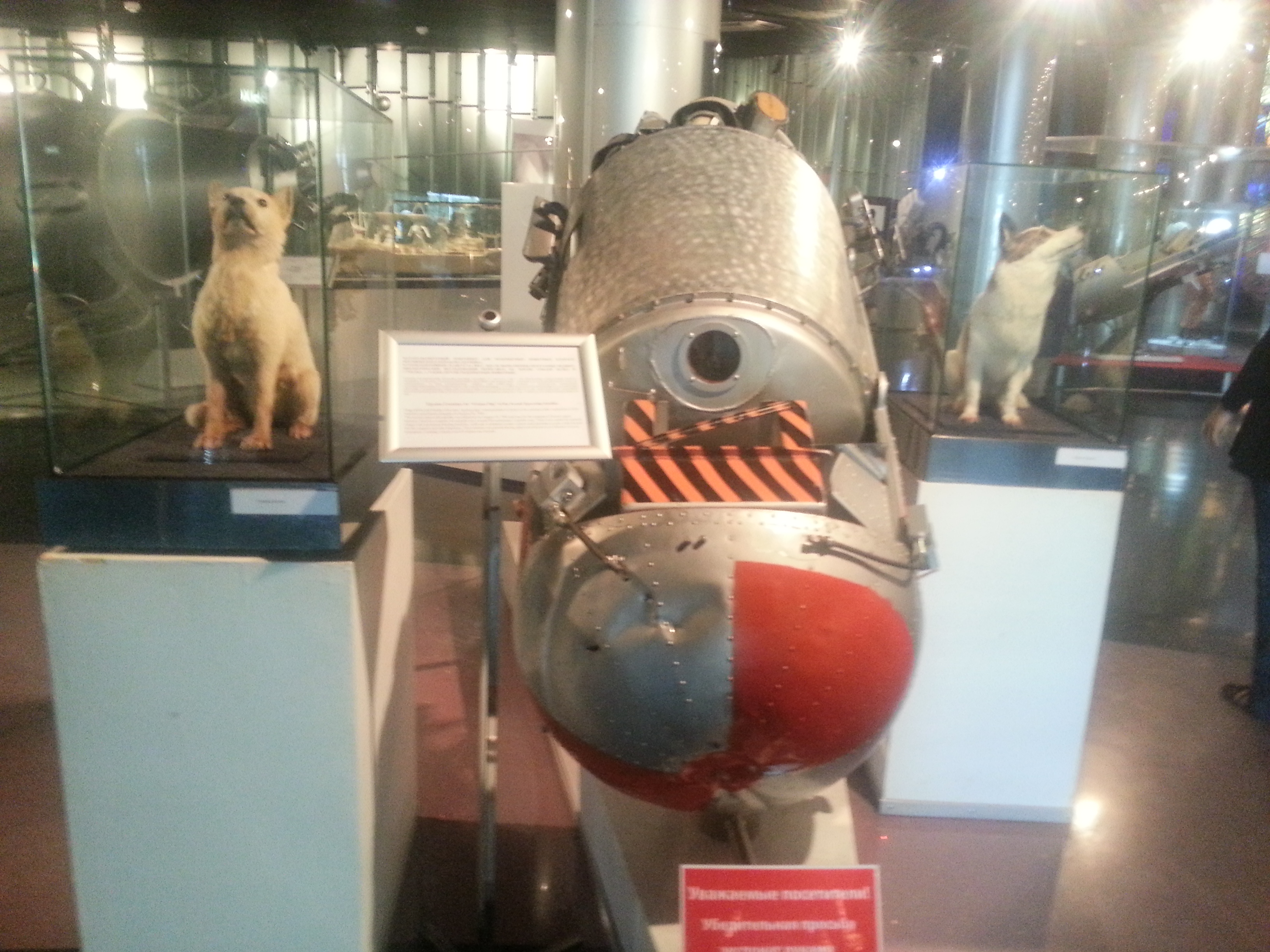
Belka et Strelka au monument des Conquérants de l'Espace, Moscou, Russie, 2012

Belka (Белка, littéralement « écureuil », mais en tant que nom d'animal, dérivant du mot russe pour « blanc », белый) et Strelka (Стрелка, « petite flèche ») étaient deux chiennes qui passèrent ensemble une journée dans l'espace à bord du Spoutnik 5 le 19 août 1960.
Ces deux animaux furent les premiers êtres à revenir vivants d'un vol orbital dans l'espace, aux côtés d'autres animaux et des plantes qui avaient embarqué avec ces deux chiennes.

## Présentation
Il ne s'agissait pas des premiers animaux à atteindre l'orbite terrestre ou à sortir de l'atmosphère terrestre. Le vol de Laïka avait auparavant eu lieu en 1957 avec Spoutnik 2, mais la chienne avait péri quelques heures après le lancement du satellite. Tous les chiens participant aux programmes spatiaux soviétiques étaient des chiens errants ramassés dans les rues selon les critères de la taille — pas plus haut que 35 cm — et du poids — au-dessous de 6 kilos.
Les deux chiennes étaient accompagnées d'un lapin gris, quarante souris, deux rats, des mouches et plusieurs plantes et champignons. Ils furent tous récupérés sains et saufs le jour suivant. Leur vol orbital fut le premier à ramener ses occupants vivants.
Strelka eut plus tard six chiots avec un mâle nommé Pouchok, qui participa à beaucoup d'expériences sur Terre mais qui n'alla jamais dans l'espace. L'un des chiots, une femelle, fut nommé Pouchinka (Пушинка, « pelucheuse ») et donné à la fille de John F. Kennedy, Caroline, par Nikita Khrouchtchev en 1961. Pouchinka dut passer une inspection de sécurité du fait du climat suspicieux de l'époque compte tenu de la guerre froide (espionnage). Pouchinka eut quatre chiots avec un autre chien de la famille Kennedy, Charlie[réf. à confirmer]. Kennedy les appelait pupniks (« pup » vient de « puppy », chiot en anglais). Deux de ces chiots, Butterfly et Streaker, furent donnés à des enfants de la région du Midwest aux États-Unis et les deux autres, White Tips et Blackie, restèrent d'abord chez les Kennedy à Squaw Island puis furent finalement donnés à des amis de la famille. Les descendants de Pouchinka vivent encore ; une photo de certains des descendants des chiens de l'espace est exposée au musée de NPP Zvezda à Tomilino (en) à environ 25 km de Moscou.
Après leur mort, les corps des deux chiennes spatiales furent préservés et naturalisés. Elles sont encore exposées à Moscou au Musée mémorial de l'astronautique en 2021.

## Dans la culture populaire

### Dans la littérature
- 2005 : L'écrivain japonais Hideo Furukawa s'est inspiré librement de cet épisode pour son roman Alors Belka, tu n'aboies plus ? (trad. française par Patrick Honnoré, Éd. Philippe Piquier, 2012), qui propose une histoire mondiale du XXe siècle à travers le regard de plusieurs générations de chiens.

### Au cinéma
- 2010 : Space Dogs, film d'animation russe.